# شهرستان میاندورود
شهرستان میاندورود یکی از شهرستان‌های استان مازندران به مرکزیت شهر سورک می‌باشد. این شهرستان در سال ۱۳۸۹ از شهرستان ساری جدا ؛ و تشکیل شد .این شهرستان از غرب با شهرستان ساری و از شرق با شهرستان نکا ارتباط دارد.
| نقشه استان مازندران به تفکیک شهرستان دریای مازندران رامسر تنکابن عباس آباد کلاردشت چالوس نوشهر نور محمودآباد آمل فریدون کنار سیمرغ بابلسر بابل قائم‌شهر جویبار سوادکوه شمالی سوادکوه ساری میان دورود نکا بهشهر گلوگاه سمنان تهران البرز گیلان گلستان قزوین |

## تقسیمات کشوری
هیئت وزیران بنابه پیشنهاد وزارت کشور و به استناد ماده ۱۳ قانون تعاریف و ضوابط تقسیمات کشوری مصوب ۱۳۶۲ با ایجاد شهرستان میاندورود به مرکزیت شهر سورک از ترکیب به شرح زیر در تابعیت استان مازندران موافقت کرد.
- بخش مرکزی
  - به مرکزیت شهر سورک
    - دهستان کوهدشت شرقی
    - دهستان میان‌دورود بزرگ
    - دهستان کوهدشت غربی
- بخش گهرباران
  - به مرکزیت شهر طبق‌ده
    - دهستان گهرباران شمالی
    - دهستان گهرباران جنوبی[۳]

## تاریخچه نام
نام این شهرستان براساس رود داخل شهر نکا و رود تجن شهر ساری است و چون این شهرستان دقیقاً میان این دو رود قرار گرفته‌است به میاندورود نام گذاری شده‌است.